# Mormoscopa phricozona
Mormoscopa phricozona là một loài bướm đêm trong họ Erebidae.

## Hình ảnh

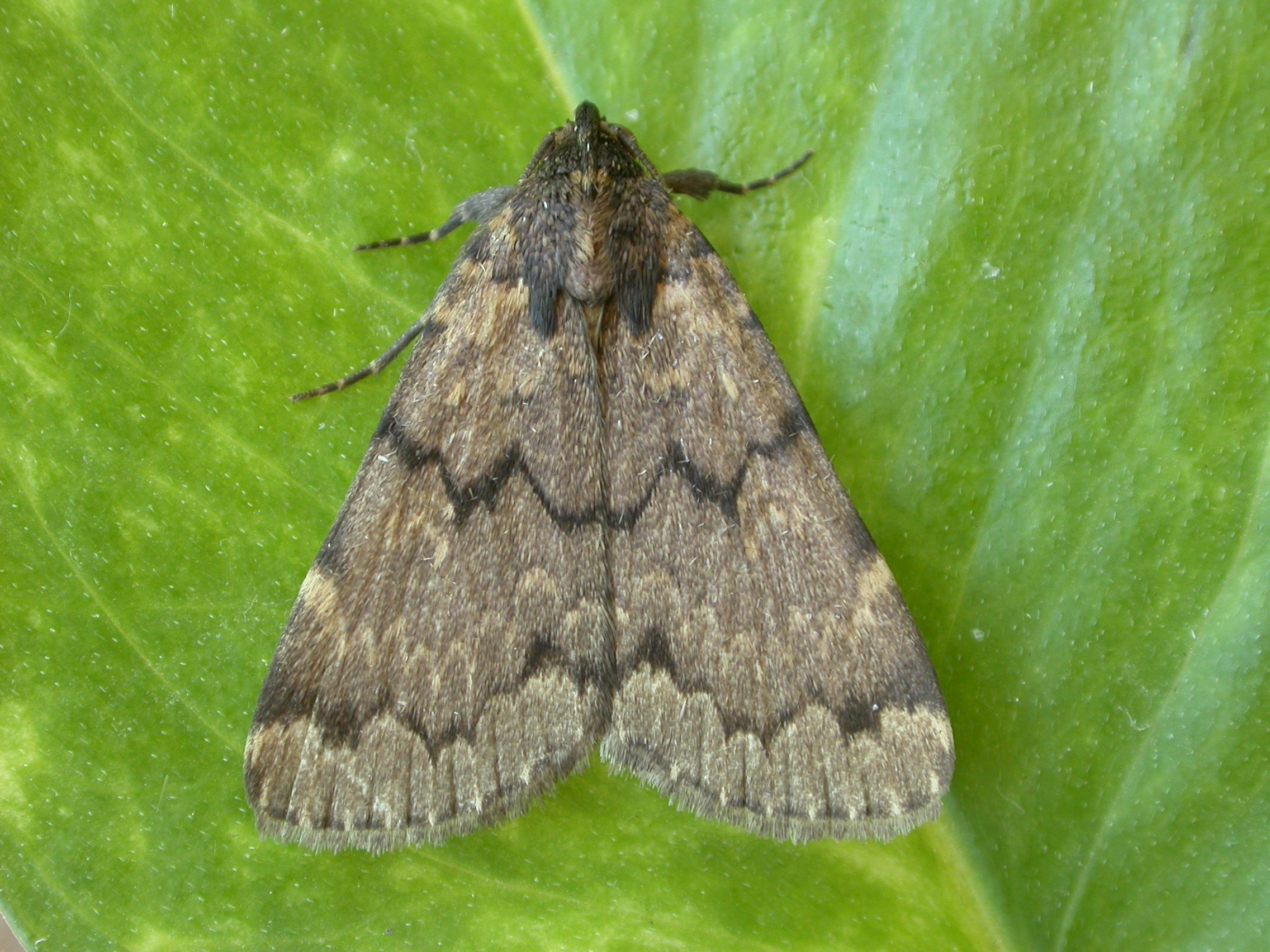